# Szépművészeti Múzeum

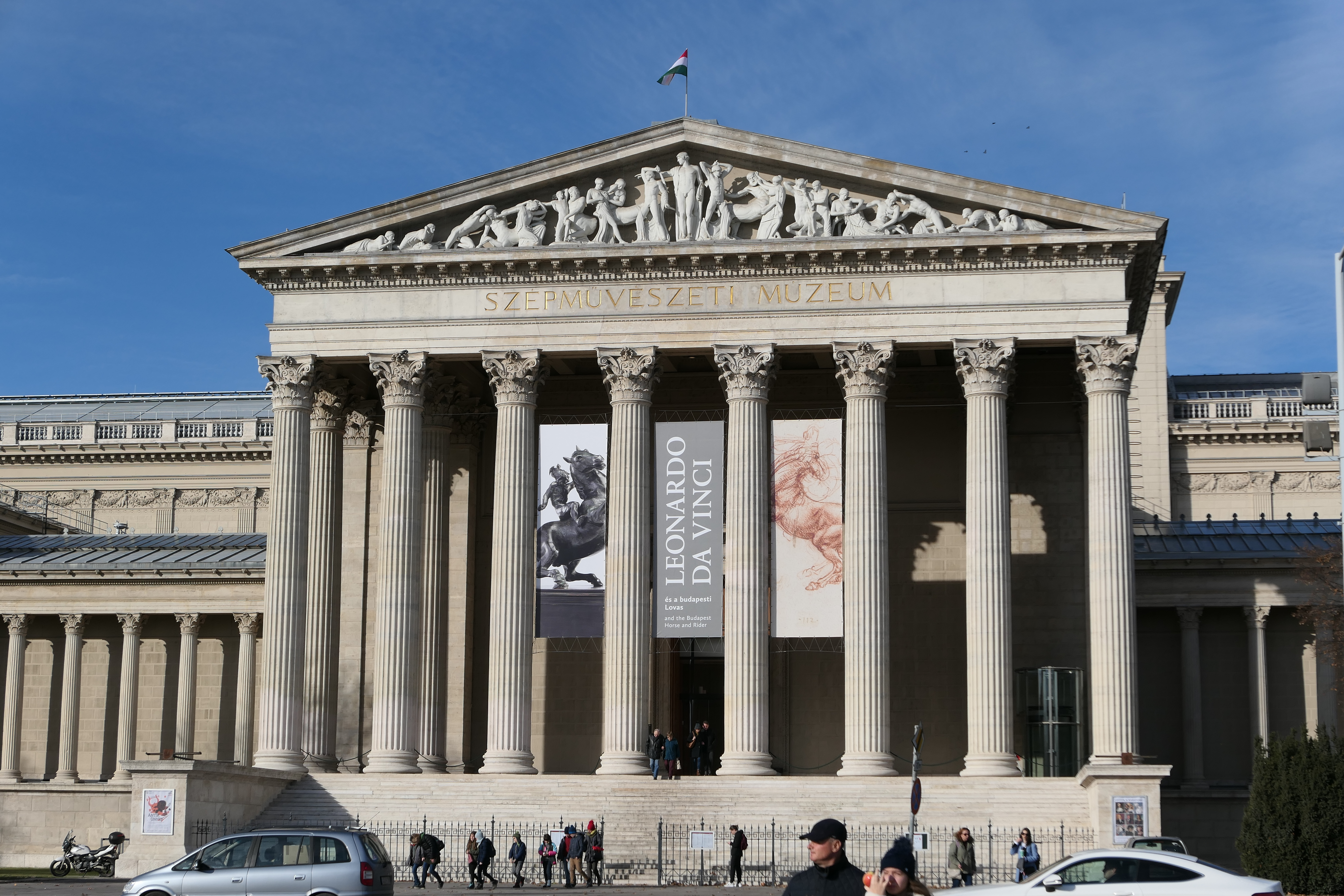
Das Szépművészeti Múzeum in Budapest

Das Szépművészeti Múzeum (deutsch Museum der Schönen Künste) ist ein Museum am Heldenplatz in der ungarischen Hauptstadt Budapest. Das neuklassizistische Gebäude wurde 1900 bis 1906 von Albert Schickedanz anlässlich der Millenniumsfeier errichtet und wird seitdem für Dauerausstellungen historischer Kunst genutzt. Mit mehr als 120.000 Werken ungarischer und internationaler Kunst von der Antike bis ins 18. Jahrhundert ist es das größte Museum Ungarns und eines der bedeutendsten Museen Europas. Gegenüber liegt die Kunsthalle (ungarisch Műcsarnok).

## Geschichte

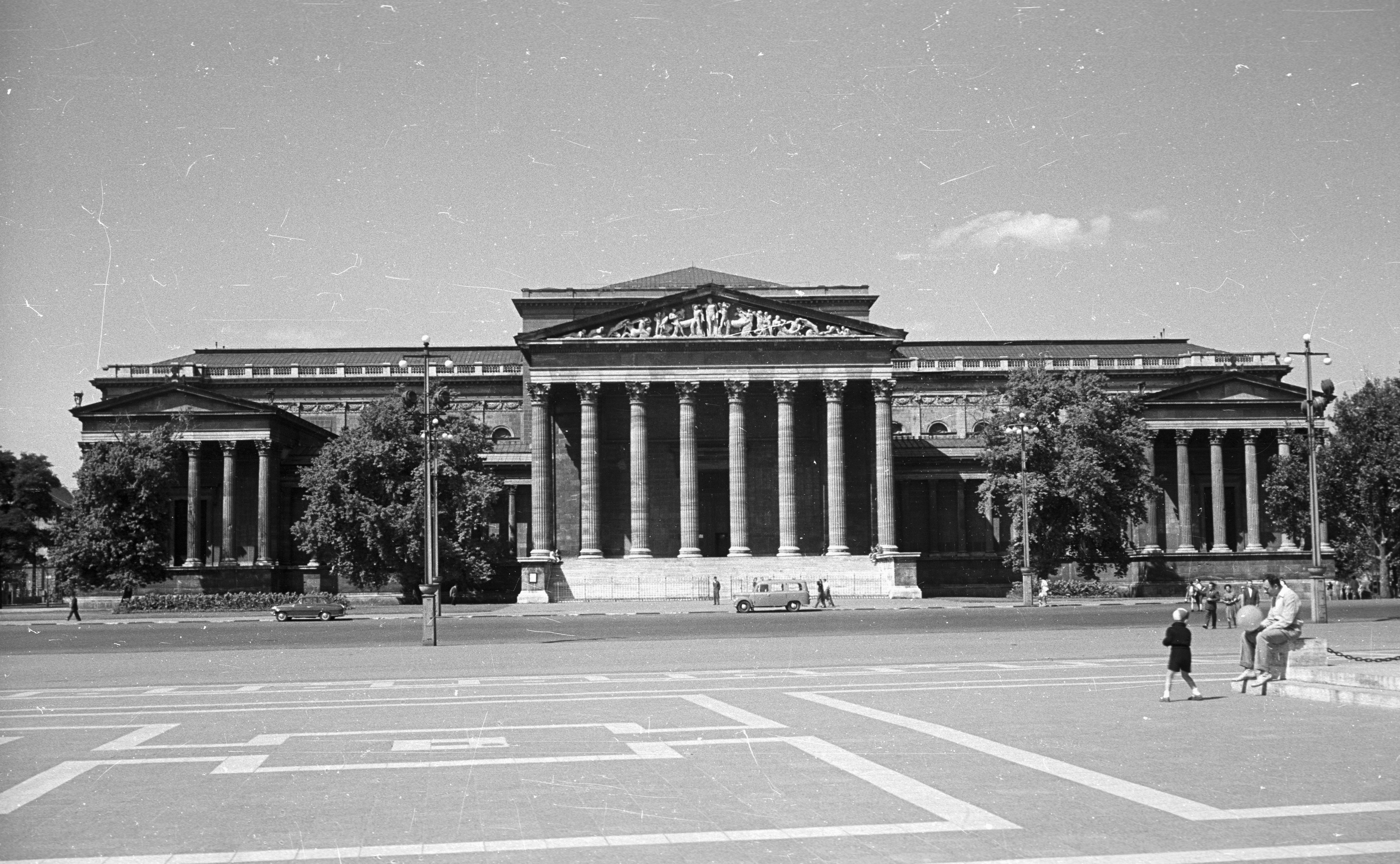
Gesamtaufnahme

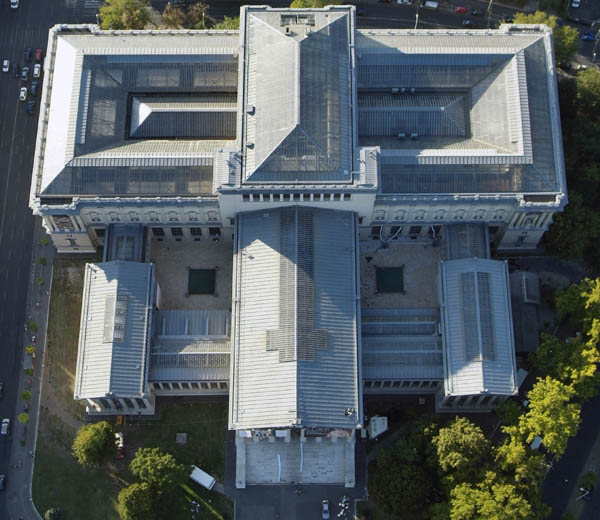
Luftaufnahme

Das Szépművészeti Múzeum ist das größte Kunstmuseum Ungarns und wird gemeinhin zu den bedeutendsten Kunstsammlungen Europas gezählt. Es beherbergt Objekte aus dem alten Ägypten, der Antike und der europäischen Kunstgeschichte des 13. bis 18. Jahrhunderts.
Aus Anlass der Budapester Millenniumsausstellung 1896 beschloss das Parlament ein Gesetz zur Gründung eines „Landesmuseums für die bildenden Künste“ sowie den Bau eines geeigneten Gebäudes in Budapest. Dafür stellte der Staat eine Summe von 3.200.000 Kronen zur Verfügung, von denen 1.200.000 Kronen alleine auf den Neubau eines geeigneten Gebäudes veranschlagt wurden.
Die Ausschreibung für den Museumsbau erfolgte im September 1898 und sollte von einer internationalen Jury entschieden werden. Man entschied sich für die Pläne der Baumeister Albert Schickedanz und Fülöp Herzog. Im Sommer 1900 begannen die Bauarbeiten, die im Jahr 1906 vollendet wurden. Am 1. Dezember 1906 erfolgte die feierliche Eröffnung des Museums in Anwesenheit des Königs Franz Joseph.
Ausgestellt wurde von Anfang an eine imposante Sammlung von Gemälden, Zeichnungen und Grafiken. Daneben gab es eine Sammlung von Gipsabgüssen, die die Entwicklung der Bildhauerkunst vom Altertum bis ins 19. Jahrhundert dokumentierte.
Von Februar 2015 bis Ende Oktober 2018 schloss das Museum für eine umfangreiche Renovierung, bei der auch die ständigen Sammlungen neu konzipiert wurden.
1957 waren die ungarischen Kunstwerke aus der Zeit vor 1800 von der Sammlung des Museums der Schönen Künste getrennt und der  Ungarischen Nationalgalerie übergeben worden. Die Einrichtungen wurden 2012 wieder vereint und die Kunstwerke 2018 ins restaurierte Gebäude zurückgeführt.
Im deutschsprachigen Raum wird der Name des Museums häufig mit „Museum der Schönen Künste“, selten auch mit „Museum der Bildenden Künste“ übersetzt. Das Museum befindet sich am Heldenplatz (Hősök tere) in der Dózsa György út 41 im XIV. Bezirk Budapests.

## Sammlungsgeschichte

### Vorgeschichte

Giovanni Antonio Boltraffio: „Maria mit dem Kinde“

Schon lange vor der Eröffnung des Museums profitierte der ungarische Staat von den Schenkungen zahlreicher Kunstsammler, die ihre Sammlungen dem gesamten ungarischen Volk stifteten. Den Anfang machte 1802 der Graf Ferenc Széchényi, der die erste öffentliche Sammlung in Ungarn, das Ungarische Nationalmuseum stiftete. Zwar sollte diese Sammlung in erster Linie ungarische Nationaldenkmäler zeigen, doch gehörten bereits zu dieser Zeit auch zahlreiche Kunstwerke zum Museumsbestand.

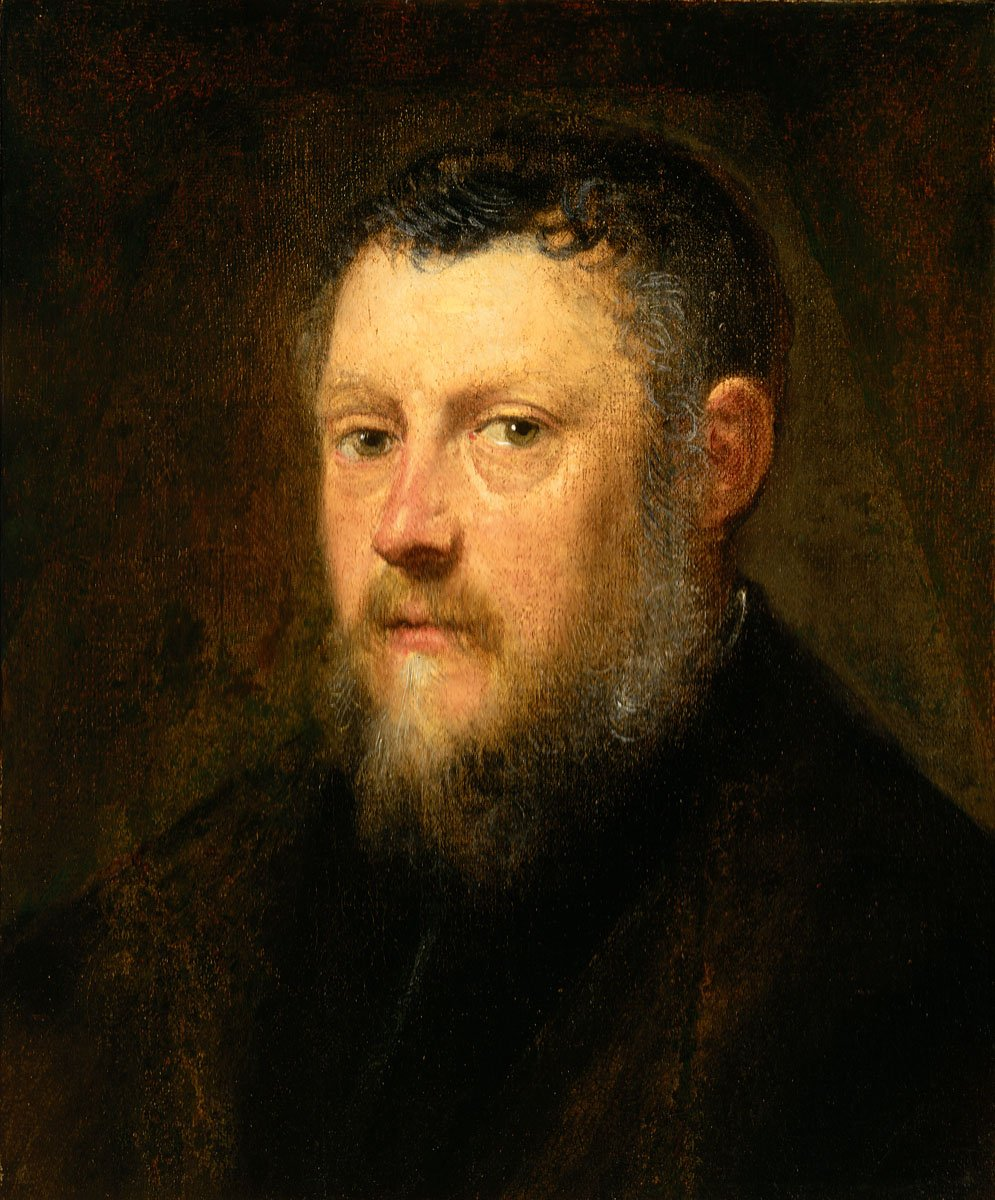
Jacopo Tintoretto: Männerbildnis

In den Folgejahren wuchs die Sammlung durch weitere Schenkungen und Ankäufe kontinuierlich an. Doch erst in den Jahren 1832 bis 1836 kamen mit der Kollektion des Pester Sammlers Miklós Jankovich auch bedeutende Werke nichtungarischer Herkunft in das Museum. Neben mehreren altdeutschen Tafelbildern gehörten dazu auch ein Männerbildnis des Jacopo Tintoretto, das Gottvater-Bild des Giovanni Domenico Tiepolo und eine Madonnen-Statuette des Andrea Pisano. Noch bedeutender war die Schenkung von 192 Tafelbildern des Erzbischofs von Eger, László Pyrker, der solch wichtige Werke wie das Bildnis der Katharina Cornaro von Gentile Bellini und das Giorgione zugeschriebene Bildnis eines jungen Mannes besaß.
1848 ließ der Reichsverweser von Ungarn, Lajos Kossuth, 78 Gemälde aus der Wohnung des Kammervorsitzenden übergeben, die aus dem Bestand der Burg von Buda stammten und sich teilweise schon in der berühmten Brüsseler Gemäldegalerie des Erzherzogs Leopold Wilhelm nachweisen lassen. Weitere, in der Burg verbliebene Bilder wurden 1856 versteigert, so dass im Laufe der Jahre, über verschiedene ungarische Privatsammlungen, einzelne weitere Werke ebenfalls in die Gemäldegalerie gelangten.
Von immenser Bedeutung war der Ankauf der weltweit bekannten Sammlung Esterházy (1870/71) durch den ungarischen Staat, die 637 Gemälde, 3.500 Zeichnungen und rund 51.000 Graphiken umfasste. Darunter befanden sich Werke von Raffael, Correggio und Rubens. Diese Sammlung wurde in eine Landesgemäldegalerie überführt, die mangels eines eigenen Hauses erstmal in der Akademie der Wissenschaften ausgestellt wurde.
Im Folgejahr erhielt die Landesgemäldegalerie eine weitere wertvolle Schenkung von 64 Bildern, die der Bischof und Kunsthistoriker Arnold Ipolyi zusammengetragen hatte. Darunter befanden sich zahlreiche Bilder, die 1869 mit der Sammlung des Malers Johann Anton Ramboux in Köln versteigert worden waren. Dabei handelte es sich vor allem um Werke der Gotik.
1875 wurden die im Ungarischen Nationalmuseum aufbewahrten Kunstwerke in die Landesgemäldegalerie überführt, deren Bestand darüber hinaus durch einige glückliche Ankäufe erweitert werden konnte.
Doch nicht nur die Gemäldegalerie wuchs über den bestehenden Ausstellungsraum hinaus, auch die zu dem Zeitpunkt schon vorhandenen Bestände an Antiken und Skulpturen erfuhr einen kontinuierlichen Zuwachs. Auf einer Einkaufsreise durch Italien hatte der damalige Direktor Károly Pulszky, 1894/95 neben Gemälden auch 121 Bildwerke italienischer Künstler angekauft. Darunter befanden sich Werke von Agostino di Duccio und Michelozzo Michelozzi.
Um dem Raummangel und der Bedeutung der schon zusammengetragenen Sammlung Genüge zu tun, wurde 1896 der Neubau und die Gründung des Szépművészeti Múzeum beschlossen.

### Die Zeit bis zum Zweiten Weltkrieg
1901 kaufte das Museum in Wien den 2.683 Zeichnungen umfassenden Nachlass des Malers und Sammlers István Delhaes mit Arbeiten deutscher und österreichischer Künstler des 18. Jahrhunderts.
Zwischen 1908 und 1913 legte man großes Augenmerk darauf, die bisher vorwiegend aus Gipsabgüssen bestehende Antikensammlung um originale Werke zu bereichern. Auf Anregung Anton Heklers erwarb das Museum aus der Münchener Sammlung Paul Arndt erst 135 griechische, römische und italienische Skulpturen und später dann noch 650 Statuetten aus Terrakotta. Gegen 1907 gelangten dann auch erstmals ägyptische Altertümer in ungarischen Staatsbesitz, die von einem polnischen Ägyptologen ausgegraben worden waren und später dem Museum übergeben wurden.

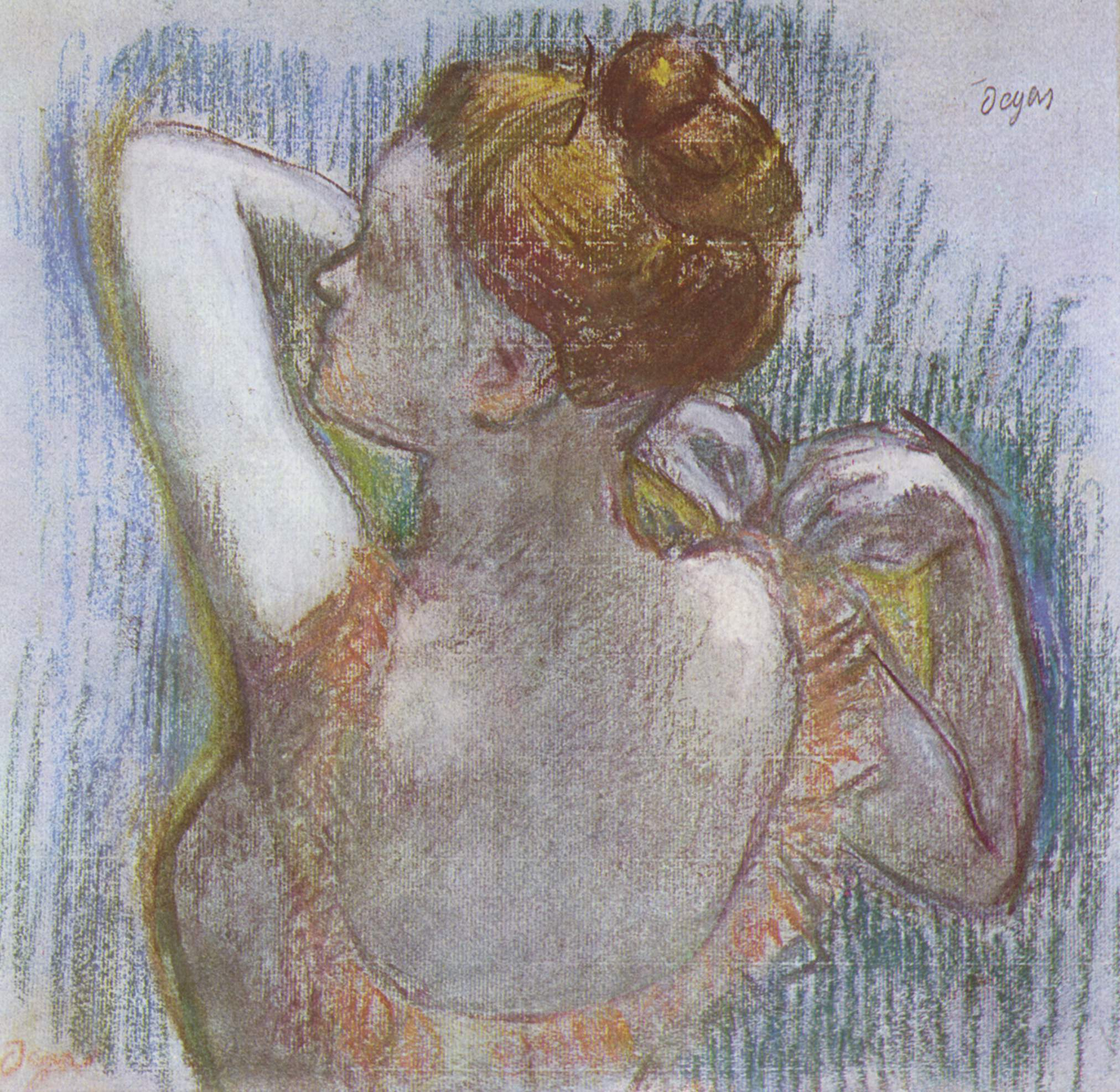
Edgar Degas: „Tänzerin“

1912 folgte die Stiftung aus dem Nachlass des Grafen János Pálffy, die neben 121 Altmeistergemälden auch 56 Werke des 19. Jahrhunderts enthielt. Unter den Bildern befanden sich Werke von Tizian, Paolo Veronese, Giovanni Antonio Boltraffio und Petrus Christus. Zwei Jahre später kaufte man den Nachlass des bedeutenden ungarischen Bildhauers István Ferenczys die 83 hauptsächlich in Italien erworbene Bildwerke enthielt, darunter der berühmte, sogenannte Budapester Reiter, der vielfach als ein eigenhändiges Werk von Leonardo da Vinci angesehen wird.
Die Folgejahre wurden eher durch Einzelstiftungen in allen Bereichen bestimmt, bevor 1934, aufgrund des 1932 geschlossenen Abkommens von Venedig, Österreich mehrere Kunstwerke als Ausgleich für übernommene ungarische Kunstwerke an Ungarn abgab. Ebenfalls 1934 schenkte der Ministerrat Pál Majovszky dem Museum eine 259 Blätter umfassende Zeichnungssammlung mit Werken vorwiegend französischer Künstler des 19. Und 20. Jahrhunderts. Darunter Werke von Edgar Degas, Eugène Delacroix, Pierre-Auguste Renoir und Paul Cézanne.
Im gleichen Jahr beschloss die ungarische Regierung ein Museumsgesetz, welches das Museum als alleinigen zentralen Aufbewahrungsort antiker Denkmäler bestimmte, so dass den Sammlungen in den Folgejahren zahlreiche Bestände aus anderen Museen zuflossen. Darunter befanden sich auch viele altägyptische Stücke, so dass das Museum damit eine eigene Abteilung begründen konnte.

### Nachkriegszeit

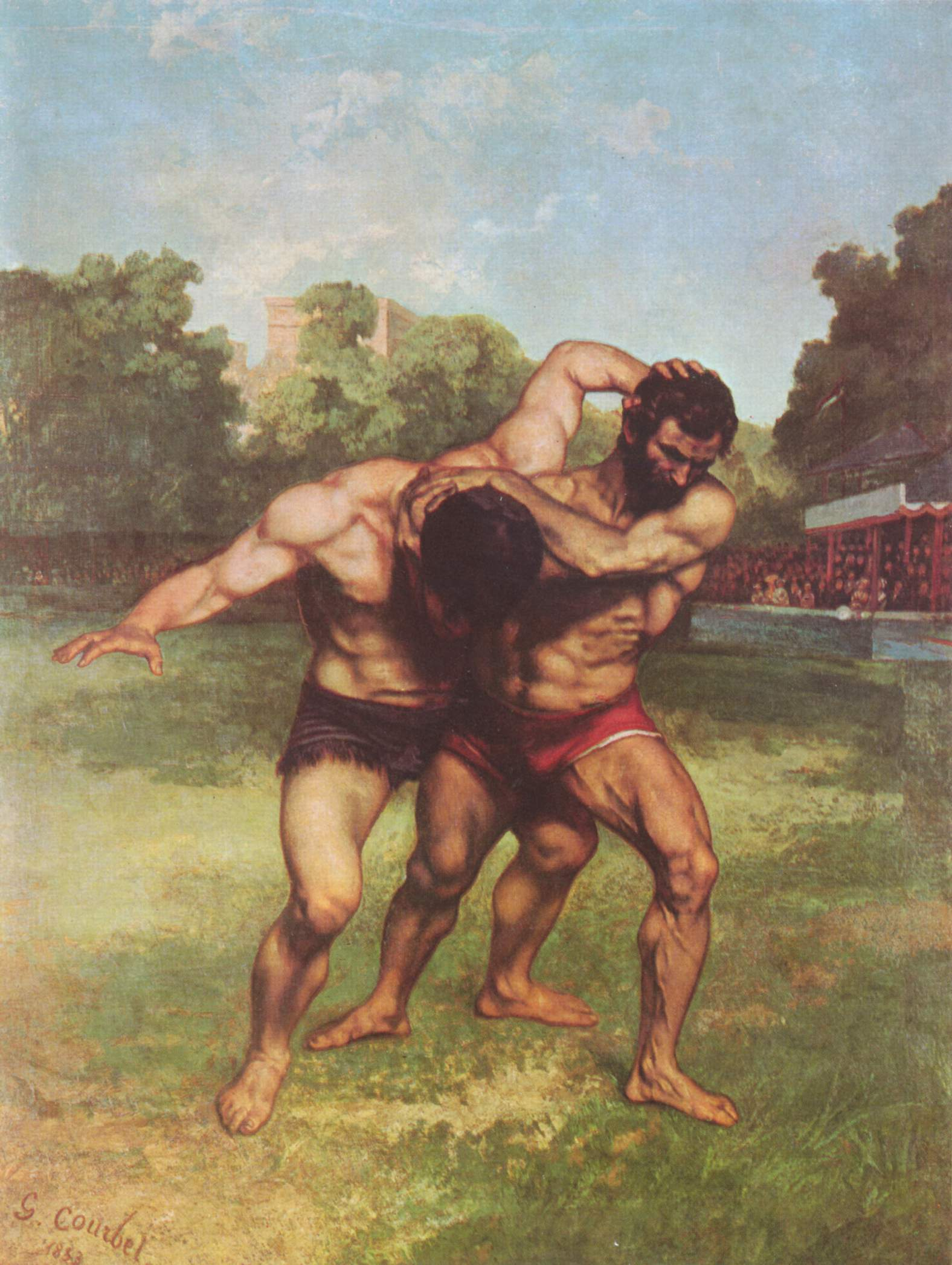
Gustave Courbet: „Ringkämpfer“

Am Ende des Zweiten Weltkriegs erlitt das Museum schwere Schäden. Der damalige faschistisch gesinnte Direktor des Museums ließ während der letzten Kriegsmonate 1944 den wertvollsten Teil der Bestände überstürzt abtransportieren und nach Deutschland verschleppen, wobei viele Bilder schwere Schäden erlitten und einige wenige Tafeln bis heute verloren gingen. 1946 und 1947 kehrten die meisten Werke allerdings zurück. Trotzdem wurde der Museumsbetrieb schon unmittelbar nach Kriegsende wieder aufgenommen. Bereits 1945 und dann noch einmal im Folgejahr gelang es dem Museum, sich einige bedeutende französische Bilder aus der Sammlung Herzog zu sichern, darunter Werke von Jean-Baptiste Camille Corot, Claude Monet und Pierre-Auguste Renoir.
Gegen 1949 waren die Kriegsschäden soweit beseitigt, dass im Obergeschoss des Museumsbaus wieder eine Dauerausstellung der Gemälde und Skulpturen eröffnet werden konnte. Bereits zwei Jahre später übernahm das Museum die Gemäldesammlung des bekannten Kunstsammlers György Ráth, dessen Kollektion bereits 1905 dem Museum für Kunstgewerbe vermacht worden war. Darunter befanden sich Bilder von Dirck Hals, Frans Snyders, Sebastiano del Piombo und ein damals noch Rembrandt van Rijn zugeschriebenes Bild eines Geschlachteten Ochsen. Im gleichen Jahr konnte mit den Ringkämpfern auch ein Hauptwerk von Courbet erworben werden.
1953 bescherte eine neu beschlossene Regelung, die Sammelbereiche der einzelnen Museen in Budapest neu zu ordnen, dem Museum noch eine umfangreiche Sammlung deutscher, österreichischer und niederländischer Malerei des 17. und 18. Jahrhunderts und einige wenige ältere italienische Werke, die vom Grafen Jenő Zichy der Stadt Budapest vermacht worden waren.
Ab 1964 beteiligte sich das Museum an Ausgrabungen in Nubien, die die ägyptischen Sammlungen des Museums so stark erweiterten, dass sie erst 1972 und dann noch einmal 1983 neu geordnet werden mussten.
Ebenfalls 1983 geriet das Museum in die internationalen Schlagzeilen, als aus der Gemäldesammlung Alter Meister sieben wertvolle Gemälde gestohlen wurden, darunter je zwei Werke von Raffael und Jacopo Tintoretto und je ein Bild von Giovanni Battista Pittoni, Giovanni Battista Tiepolo und Giovanni Domenico Tiepolo. Schon nach kurzer Zeit konnten die Bilder sichergestellt und an das Museum zurückgeführt werden.

### Generaldirektoren
- 1906–1914: Ernő Kammerer
- 1914–1935: Elek Petrovics
- 1935–1944: Dénes Csánky
- 1944–1945: Zoltán Oroszlán
- 1945–1949: István Genthon
- 1949–1952: Imre Oltványi
- 1952–1955: Ferenc Redő
- 1956–1964: Andor Pigler
- 1964–1984: Klára Garas
- 1984–1991: Ferenc Merényi
- 1991–2004: Miklós Mojzer
- ab 2004: László Baán

## Die Sammlungen

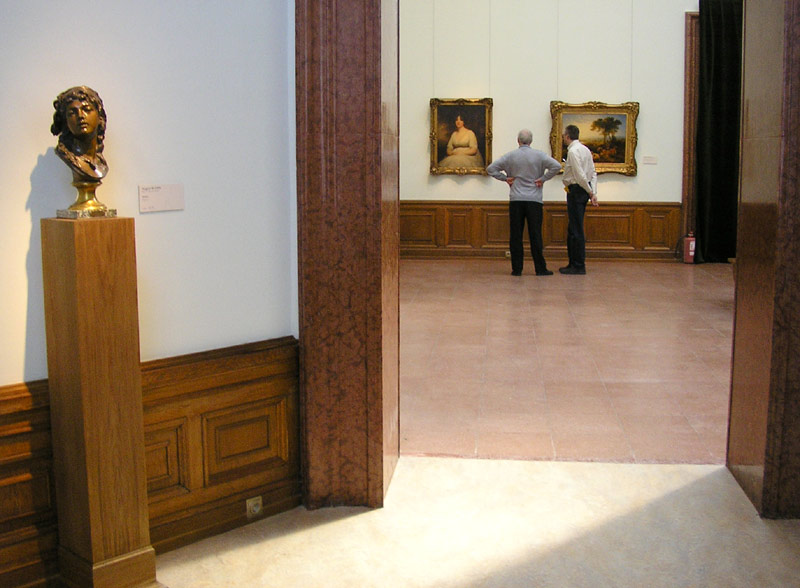
Intérieur-Szene im Szépművészeti Múzeum

### Ägyptische Sammlung
Das Museum bietet einen guten Überblick über die Entwicklung der altägyptischen Kunst und kann aus fast jeder Epoche interessante Kunstwerke präsentieren. Darunter einige Werke von Weltrang, wie beispielsweise der obere Teil einer Königsstatue aus Diorit, aus dem Mittleren Reich, und einen Männerkopf aus Kalkstein, aus dem Neuen Reich, der gleichzeitig das Hauptstück der gesamten Sammlung bildet. Daneben präsentieren sich zahlreiche Stelen, bemalte Mumiensärge und zahlreiche Statuetten. Bemerkenswert ist eine aus 36 Goldfigürchen der Göttin Theoris angefertigte Halskette aus der Ptolemäerzeit, die bereits einen Übergang zur Antikensammlung bildet.

### Antikensammlung
Die Antikensammlung umfasst vor allem griechische und römische Kunstwerke, beherbergt darüber hinaus aber auch eine bedeutende Kollektion zyprischer Altertümer und Werke aus Sizilien und Nordafrika. Bedeutende Werke sind vor allem ein Jünglingstorso aus Perinthos, die sogenannte Budapester Tänzerin, der Torso des Doryphoros von Poliklet, das Actium-Relief, eine capuanische Niobide sowie zahlreiche Porträtbüsten aus griechischer und römischer Zeit. Dem schließen sich eine Sammlung von mehr als tausend Kleinplastiken aus Terrakotta und antiken Gefäßen an. Ein Prunkstück der Vasensammlung ist die sogenannte Grimani-Kanne, eine frühe Bronzekanne, die im 5. Jahrhundert v. Chr. auf dem Peloponnes hergestellt wurde. In der Sammlung der klassischen, bemalten Vasen findet man Arbeiten von Exekias, dem Andokides-Maler, dem Schaukel-Maler, dem Brygos-Maler, dem Geras-Maler und dem Meleagros-Maler.

### Gemäldegalerie Alte Meister

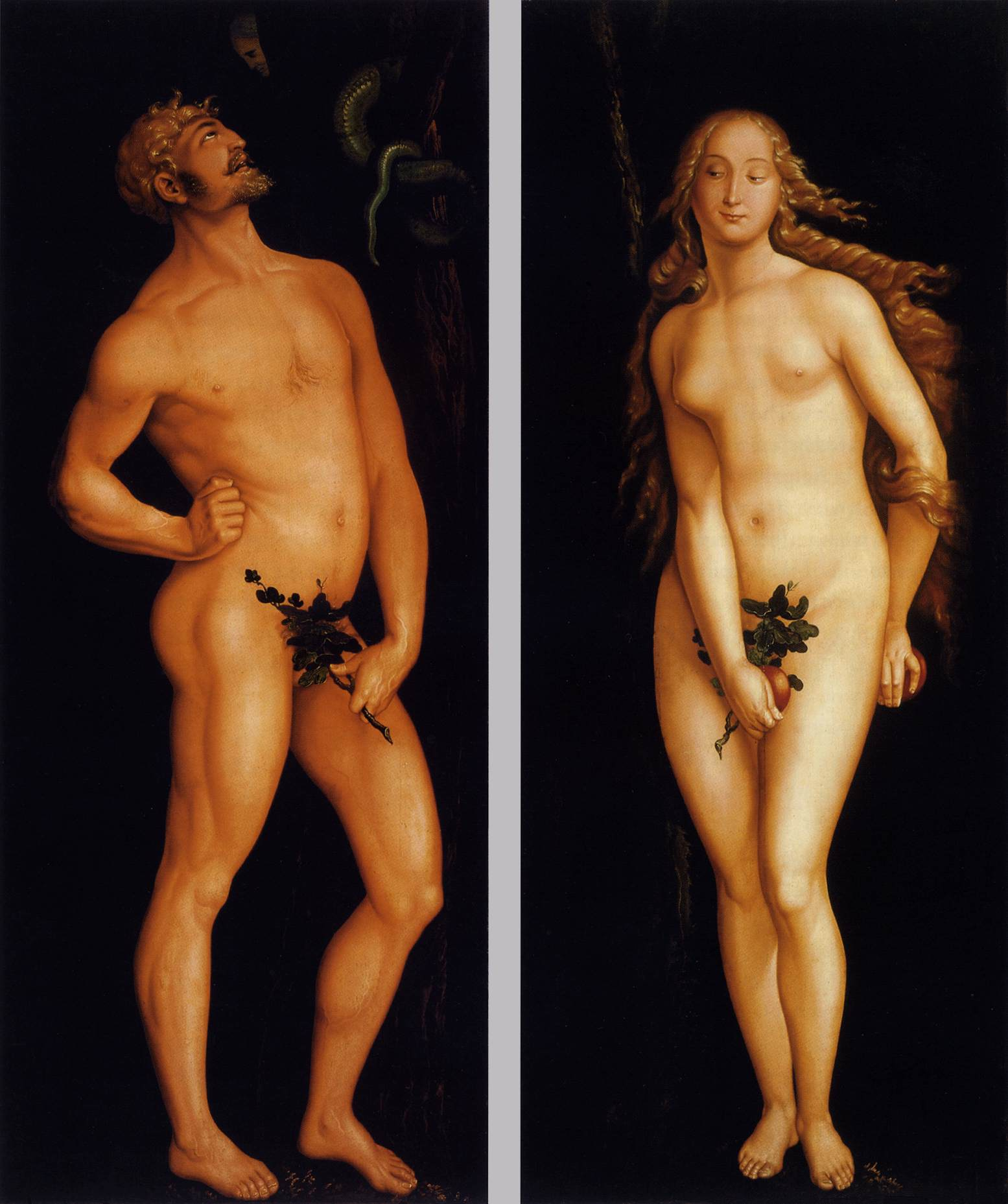
Hans Baldung: „Adam und Eva“

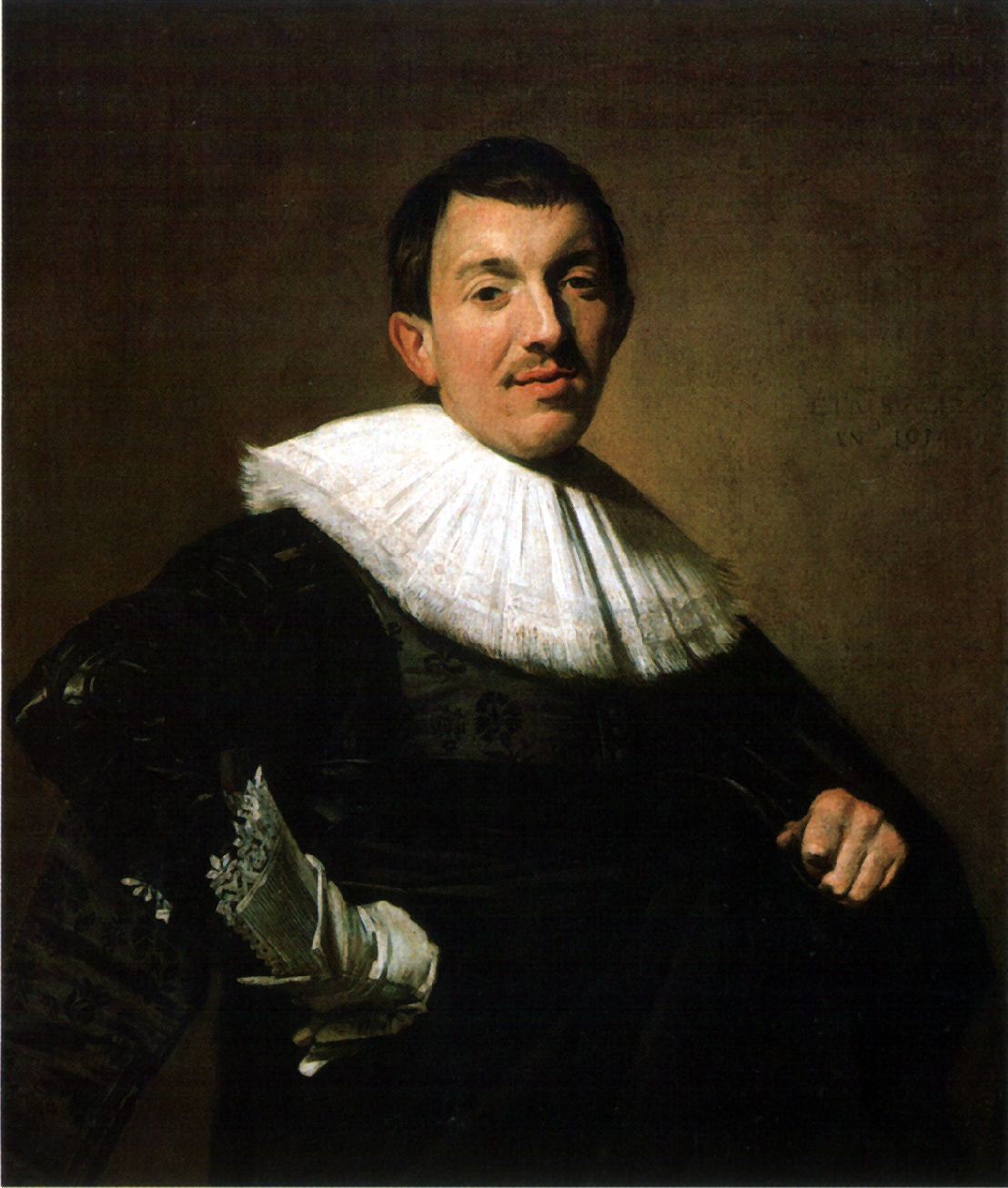
Frans Hals: „Männliches Bildnis“

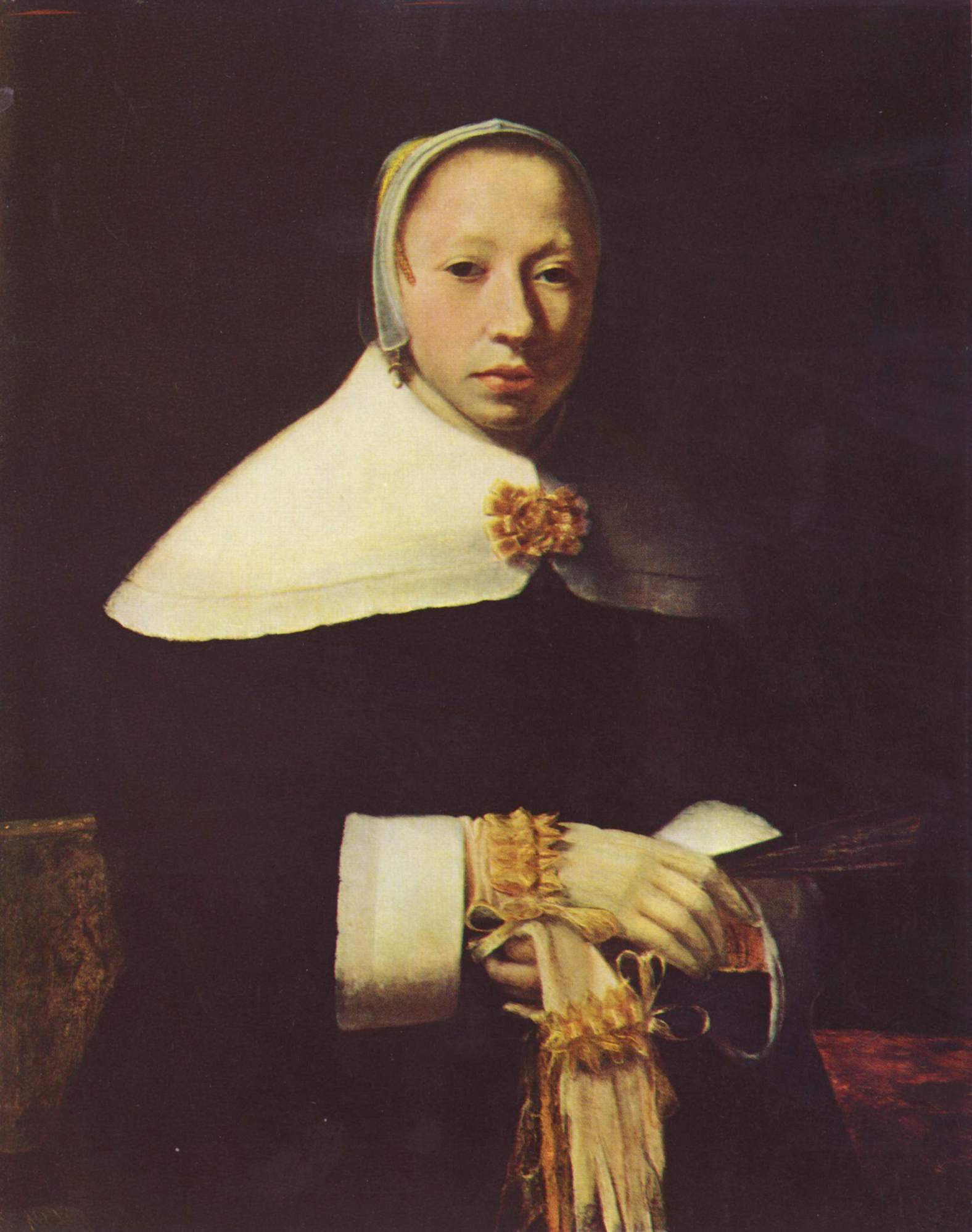
Willem Drost: „Bildnis einer Frau“

Sie umfasst heute mehr als 2.500 Bilder und ist der Mittelpunkt des Museums. Sie präsentiert einen umfangreichen Überblick über die europäische Malerei des 13. bis zum 18. Jahrhunderts und glänzt dabei mit einer Reihe von Hauptwerken, so dass sie zu einer der bedeutendsten Altmeistersammlungen weltweit gezählt werden kann.

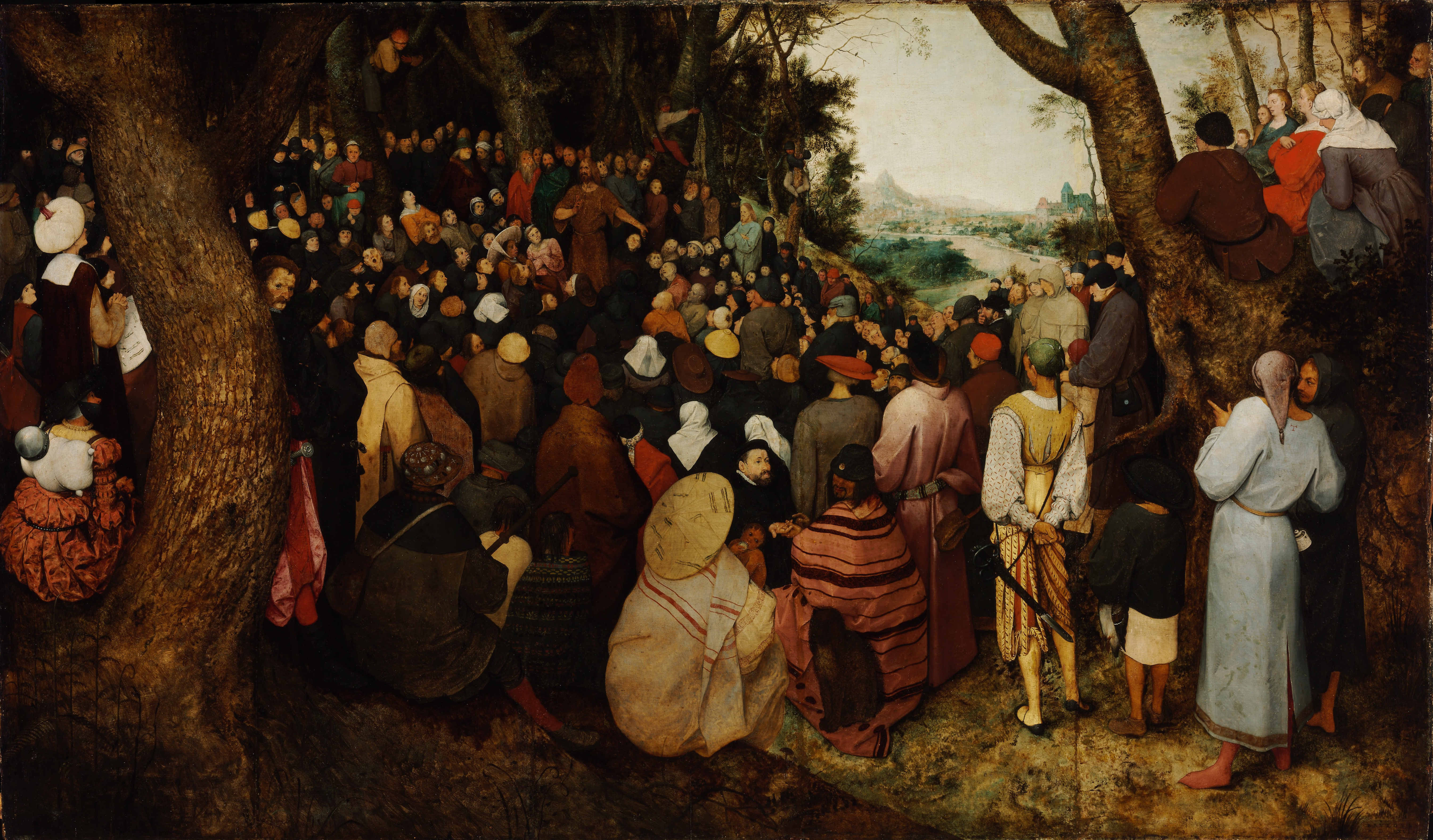
Pieter Bruegel d. Ä.: „Die Predigt Johannes des Täufers“

Altniederländische Bilder: Pieter Aertsen: Markthändler mit seiner Frau (Inv.-Nr.: Inv.-Nr.: 1337); Herri met de Bles: Landschaft mit der Flucht nach Ägypten (Inv.-Nr.: 1697); Pieter Bruegel d. Ä.: Die Predigt Johannes des Täufers (Inv.-Nr.: 51.2829); Petrus Christus: Maria mit dem Kinde in einem Torbogen (Inv.-Nr.: 4324); Joos van Cleve: Maria mit dem Kinde (Inv.-Nr.: 4329); Gerard David: Die Anbetung der Hirten (Inv.-Nr.: 1336); Maarten van Heemskerck: Die Beweinung Christi (Inv.-Nr.: 4936); Adriaen Isenbrant: Maria mit dem Kinde (Inv.-Nr.: 5031); Johannes der Täufer (Inv.-Nr.: 9047/b); Der hl. Hieronymus in der Wildnis (Inv.-Nr.: 9047/c); Christus am Kreuz mit Heiligen (Inv.-Nr.: 9047/a)
Deutsche Bilder: Hans von Aachen: Die Befreiung der Hungaria (Inv.-Nr.: 6710); Albrecht Altdorfer: Kreuzigung (Inv.-Nr.: 5892); Maria mit dem Kinde (Inv.-Nr.: 5119); Liebespaar (Inv.-Nr.: 3819); Hans Baldung: Schmerzhafte Gottesmutter (Inv.-Nr.: 3822); Adam (Inv.-Nr.: 1888); Eva (Inv.-Nr.: 1889); Jörg Breu d. Ä.: Kreuzaufrichtung (Inv.-Nr.: 6219); Bartholomäus Bruyn der Ältere: Bildnis des Petrus von Clapis (Inv.-Nr.: 50.754); Lucas Cranach der Ältere: Die Verlobung der heiligen Katharina (Inv.-Nr.: 135); Beweinung Christi (Inv.-Nr.: 138); Salome (Inv.-Nr.: 132); Die verliebte Alte (Inv.-Nr.: 137); Der verliebte Alte (Inv.-Nr.: 139; Der Engel erscheint Joachim (Inv.-Nr.: 62.2); Christus und die Ehebrecherin (Inv.-Nr.: 146); Maria mit dem Kinde (Inv.-Nr.: 4328); Albrecht Dürer zugeschrieben: Bildnis eines jungen Mannes (Inv.-Nr.: 142); Rueland Frueauf der Ältere: Die Verkündigung (Inv.-Nr.: 136); Hans Holbein d. Ä.: Der Tod Mariae (Inv.-Nr.: 4086); Angelika Kauffmann: Junge Frau vor dem Spiegel (Inv.-Nr.: 444); Das Kind Pyrrhos begibt sich in den Schutz von König Glaukos (Inv.-Nr.: 469); Johann Kupetzky: Blockflötenspieler (Inv.-Nr.: 1778); Der Künstler und seine Familie (Inv.-Nr.: 3922); Johann Liss: Bäuerlicher Hochzeitszug (Inv.-Nr.: 3844); Judith mit dem Kopf des Holofernes (Inv.-Nr.: 4913); Meister des Bartholomäus-Altars: Die Heilige Familie; Meister des Marienlebens: Schutzmantelmadonna mit sechs Karmelitermönchen (Inv.-Nr.: 156); Friedrich Pacher: Die Hll. Antonius von Padua und Franz von Assisi (Inv.-Nr.: 8288); Georg Pencz: Bildnis eines Mannes (Inv.-Nr.: 912); Johann Heinrich Schönfeld: Äneas und Anchises (Inv.-Nr.: 9788); Bernhard Strigel: König Ladislaus der Heilige empfiehlt Wladislaw II. und seine Kinder dem Schutz Mariae (Inv.-Nr.: 7502); Anton Woensam: Kreuzigung (Inv.-Nr.: 159)
Flämische Bilder: Adriaen Brouwer: Die Raucher (Inv.-Nr.: 566); Jan Brueghel der Ältere: Das Paradies (Inv.-Nr.: 550); Landschaft mit den Tieren der Arche Noahs (Inv.-Nr.: 548); Aeneas und Sibylle in der Unterwelt (Inv.-Nr.: 551); Aeneas und Sibylle in der Unterwelt (Inv.-Nr.: 553); Berglandschaft mit Fluss (Inv.-Nr.: 563); Pieter Brueghel der Jüngere: Die Kreuzigung (Inv.-Nr.: 1038); Schlägerei zwischen Soldaten und Bauern (Inv.-Nr.: 51.780); Anthonis van Dyck: Doppelbildnis eines Ehepaars (Inv.-Nr.: 754); Bildnis eines Mannes (Inv.-Nr.: 1136); Johannes der Evangelist (Inv.-Nr.: 6377); Jan Fyt: Stillleben mit Hase und Vögeln (Inv.-Nr.: 729); Stillleben mit Hund und Vögeln (Inv.-Nr.: 737); Jacob Jordaens: Bildnis eines Mannes (Inv.-Nr.: 722); Der Satyr beim Bauern (Inv.-Nr.: 738); Der Sündenfall (Inv.-Nr.: 5551); Peter Paul Rubens + Anthonis van Dyck: Mucius Scaevola vor Porsenna (Inv.-Nr.: 749); Peter Paul Rubens: Kopfstudie eines Mannes (Inv.-Nr.: 2835); Das Wunder des hl. Justus (Inv.-Nr.: 59.11); David Teniers der Ältere: Die Versuchung des hl. Antonius (Inv.-Nr.: 560); David Teniers der Jüngere: Beim Landarzt (Inv.-Nr.: 565); Die Puff-Spieler (Inv.-Nr.: 4309); Plündernde Soldaten (Inv.-Nr.: 51.2956); Landschaft mit Burg und figürlicher Staffage (Inv.-Nr.: 59.13)
Französische Bilder: Louis-Léopold Boilly: Der Besuch beim Großvater (Inv.-Nr.: 687); Sébastien Bourdon: Bacchus und Ceres mit Nymphen und Satyrn (Inv.-Nr.: 691); Philippe de Champaigne: Bildnis des Henri Groulart (Inv.-Nr.: 727); Claude Lorrain: Villa in der römischen Campagna (Inv.-Nr.: 708); Nicolas Fouché: Bildnis einer Dame als Pomona (Inv.-Nr.: 488); Jean-Baptiste Greuze: Bildnis einer jungen Frau (Inv.-Nr.: 679); Bildnis des Randon de Boisset (Inv.-Nr.: 1345); Bildnis des Prinzen P. A. Stroganoff als Kind (Inv.-Nr.: 6190); Bildnis einer jungen Frau (Inv.-Nr.: 53.390); Simon Vouet: Apollo und die Musen (Inv.-Nr.: 707)
Holländische Bilder: Willem van Aelst: Stillleben mit Früchten (Inv.-Nr.: 330); Hendrick Avercamp: Zugefrorener Fluss mit Schlittschuhläufern (Inv.-Nr.: 1698); Jacob Adriaensz. Backer: Violinist (Inv.-Nr.: 68.11); Nicolaes Pietersz. Berchem: Landschaft mit Hirten (Inv.-Nr.: 302); Bauernhof (Inv.-Nr.: 6785); Ruhende Schafe und Ziegen (Inv.-Nr.: 57.7); Willem Pietersz. Buytewech: Galante Gesellschaft (Inv.-Nr.: 3831); Pieter Claesz: Stillleben mit Früchten und Römer (Inv.-Nr.: 53.478); Stillleben mit Pastete und Römer (Inv.-Nr.: 1026); Cornelis van Haarlem: Jupiter und Merkur bestrafen die Nymphe Lara (Inv.-Nr.: 371); Das Urteil des Paris (Inv.-Nr.: 5165); Das Goldene Zeitalter (Inv.-Nr.: 2062); Aelbert Jacobsz. Cuyp: Familienbildnis in einer Landschaft (Inv.-Nr.: 398); Kühe am Fluss (Inv.-Nr.: 408); Ansicht von Dordrecht (Inv.-Nr.: 51.2979); Benjamin Gerritsz. Cuyp: Bauern in der Schenke (Inv.-Nr.: 3825); Der Engel entfernt den Stein vom Grab Christi (Inv.-Nr.: 58.21); Jacob Gerritsz. Cuyp: Bildnis eines Mannes (Inv.-Nr.: 403); Bildnis einer Frau (Inv.-Nr.: 4122); Bildnis eines Mannes (Inv.-Nr.: 51.771); Doppelbildnis als Schäfer und Schäferin (Inv.-Nr.: 67.7); Gerard Dou: Soldat im Wachlokal (Inv.-Nr.: 62.10); Rembrandts Mutter (Inv.-Nr.: 4307); Willem Drost: Bildnis einer Frau (Inv.-Nr.: 316); Gerbrand van den Eeckhout: Gelehrter in seinem Studienzimmer (Inv.-Nr.: 5985); Familienbildnis (Inv.-Nr.: 4265); Der Prophet Elischa und die Sunamitin (Inv.-Nr.: 5610); Abraham trifft Melchizedek (Inv.-Nr.: 69.44); Vertumnus und Pomona (Inv.-Nr.: 228); Die Darstellung Christi im Tempel (Inv.-Nr.: 3828); Arent de Gelder: Esther und Mardochai (Inv.-Nr.: 1342); Jan van Goyen; Wintervergnügungen (Inv.-Nr.: 95.9); Dorfeingang mit Reisendem (Inv.-Nr.: 8245); Schiffe auf ruhigem Wasser (Inv.-Nr.: 4305); Segelboote im Gewitter (Inv.-Nr.: 4277); Frans Hals Bildnis eines Mannes (Inv.-Nr.: 4158); Bildnis eines Malers (Inv.-Nr.: 277); Willem Claeszoon Heda: Stillleben mit Schinken, Nautiluskrug und Silbergeschirr (Inv.-Nr.: 53.479); Stillleben mit Schinken, Silberkrug und Römer (Inv.-Nr.: 1025); Jan Davidsz. de Heem: Stillleben mit Römer, Silberkrug, Brot und Austern (Inv.-Nr.: 3931); Stillleben mit Früchten und Austern (Inv.-Nr.: 3538); Pieter de Hooch: Brieflesende Frau am Fenster (Inv.-Nr.: 5933); Willem Kalf: Stillleben mit Glas und Silberschale (Inv.-Nr.: 3832); Thomas de Keyser: Bildnis einer Dame (Inv.-Nr.: 240); Reiterbildnis des Jacob Graeff (Inv.-Nr.: 4271); Pieter Lastman: Die Auferstehung Christi (Inv.-Nr.: 92.3); Tobias mit dem Fisch und dem Engel (Inv.-Nr.: 5152); Jan Lievens: Kopf eines Mädchens (Inv.-Nr.: 51.2977); Bildnis des Petrus Egidius de Morrion (Inv.-Nr.: 4311); Nicolaes Maes: Bildnis des Jacob Trip (Inv.-Nr.: 233); Bildnis der Margaretha de Geer (Inv.-Nr.: 231); Bildnis des Justus Kriex (Inv.-Nr.: 218); Bildnis einer Dame mit Kind (Inv.-Nr.: 5415); Bildnis der Maria van der Meer als Kind (Inv.-Nr.: 51.2982); Adriaen van Ostade: Mann mit Krug (Inv.-Nr.: 51.2952); Bauernfamilie im Haus (Inv.-Nr.: 4284); Bauernfamilie am Herd (Inv.-Nr.: 51.2975); Mann mit Schreibfeder (Inv.-Nr.: 286); Bauern in der Schenke (Inv.-Nr.: 287); Das Fischweib (Inv.-Nr.: 306); Isaac van Ostade: Bauerninterieur (Inv.-Nr.: 292); Das Schweineschlachten (Inv.-Nr.: 282); Geschlachtetes Schwein (Inv.-Nr.: 55.373); Paulus Potter: Landschaft mit Flöte spielendem Hirten und singender Hirtin (Inv.-Nr.: 51.2885); Jacob van Ruisdael: Waldlandschaft (Inv.-Nr.: 51.2950); Blick auf die Binnenamstel in Amsterdam (Inv.-Nr.: 4278); Jan Steen: Bauernhochzeit (Inv.-Nr.: 51.2976); Hochzeitsgesellschaft in Gartenlaube (Inv.-Nr.: 337); Betrunkene Frau (Inv.-Nr.: 4300); Joachim Wtewael: Das Urteil des Paris (Inv.-Nr.: 4281)

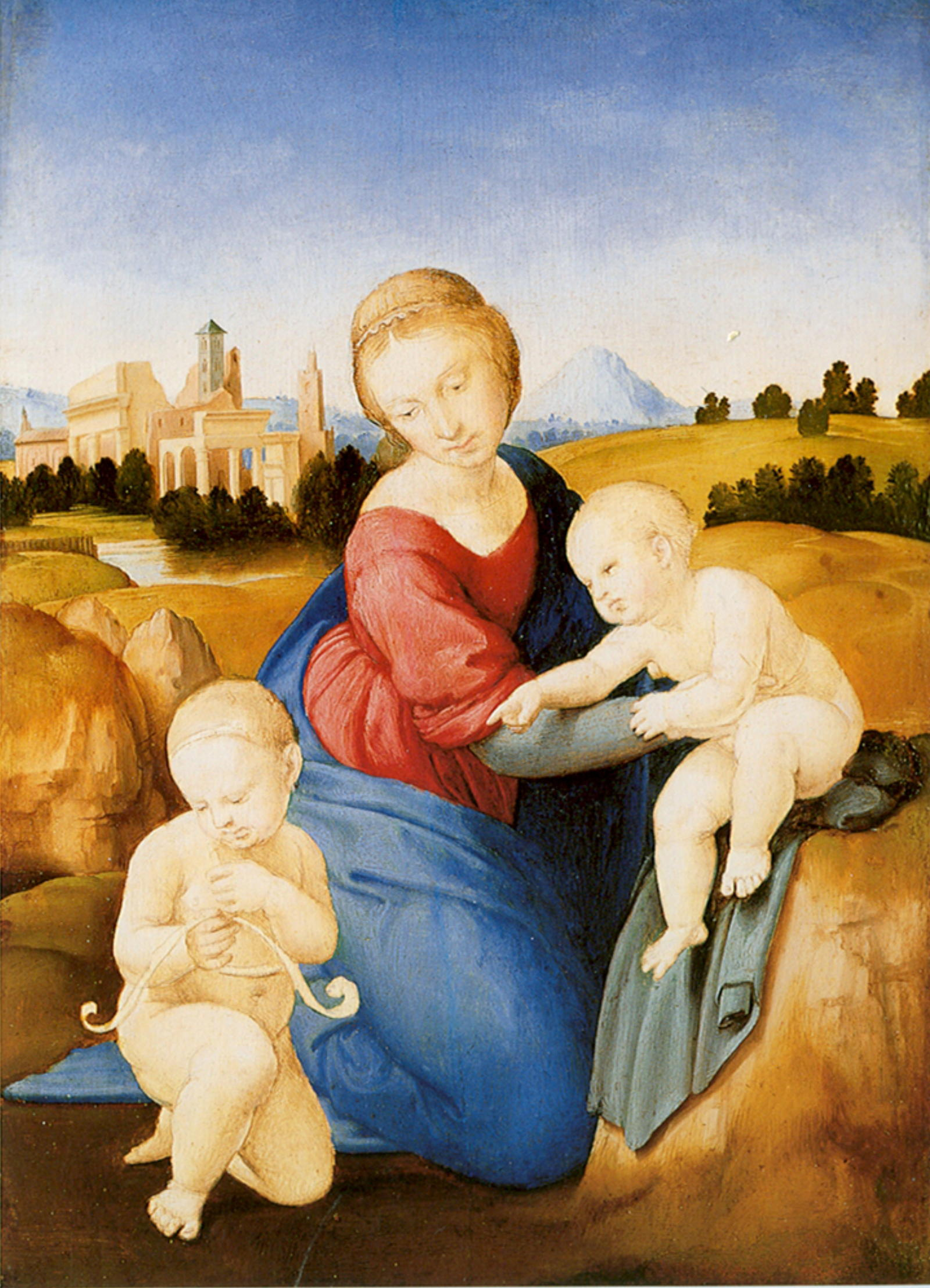
Raffael: „Madonna Esterházy“

Italienische Bilder: Sofonisba Anguissola: Maria mit dem Kinde (Inv.-Nr.: 4216); Francesco Ubertini: Die Predigt des hl. Johannes d. T. (Inv.-Nr.: 2317); Bartolomeo Veneto: Bildnis eines Mannes (Inv.-Nr.: 2538); Marco Basaiti: Bildnis des Dogen Agostino Barbarigo (Inv.-Nr.: 102); Die hl. Katharina von Alexandrien (Inv.-Nr.: 103); Der hl. Hieronymus in der Wildnis (Inv.-Nr.: 1242); Der tote Christus (Inv.-Nr.: 4206); Jacopo Bassano: Merkur stiehlt dem schlafenden Argus seine Herde (Inv.-Nr.: 119); Der Gang nach Kalvary (Inv.-Nr.: 5879); Gentile Bellini: Bildnis der Caterina Cornaro (Inv.-Nr.: 101); Bernardo Bellotto: Die Piazza della Signoria in Florenz (Inv.-Nr.: 645); Der Arno in Florenz (Inv.-Nr.: 647); Der Kaunitz-Palast mit Garten in Wien (Inv.-Nr.: 52.207); Biagio d’Antonio: Thronende Maria mit dem Kinde, vier Heiligen und zwei Engeln (Inv.-Nr.: 1386); Giovanni Antonio Boltraffio: Maria mit dem Kinde (Inv.-Nr.: 52); Maria mit dem Kinde, den Heiligen Johannes d. T., Sebastian und einem Stifter (Inv.-Nr.: 4224); Paris Bordone: Die Hl. Familie mit der hl. Katharina von Alexandrien (Inv.-Nr.: 72.9); Agnolo Bronzino: Die Anbetung der Hirten (Inv.-Nr.: 161); Venus, Cupido und die Eifersucht (Inv.-Nr.: 163); Giovanni Antonio Canal: Die Piazza del Campidoglio (Inv.-Nr.: 53.483); Der Tempel des Antonius und der Faustina in Rom (Inv.-Nr.: 53.498); Gebäude nahe dem Dolo (Inv.-Nr.: 78.14); Giovanni Cariani: Die Flucht nach Ägypten (Inv.-Nr.: 1358); Annibale Carracci: Christus und die Samariterin am Brunnen (Inv.-Nr.: 3823); Vincenzo Catena: Maria mit dem Kinde, einer Heiligen, dem hl. Franz von Assisi und einem Stifter (Inv.-Nr.: 74); Die Hl. Familie mit einer Heiligen (Inv.-Nr.: 78); Antonio da Correggio: Madonna del Latte (Inv.-Nr.: 55); Lorenzo Costa (Maler): Venus (Inv.-Nr.: 1257); Die Hl. Familie mit den Hll. Hieronymus und Franz von Assisi (Inv.-Nr.: 6103); Giuseppe Maria Crespi: Rastende Bauernfamilie (Inv.-Nr.: 519); Der hl. Michael vertreibt die rebellischen Engel (Inv.-Nr.: 53. 475); Carlo Crivelli: Thronende Maria mit dem Kinde (Inv.-Nr.: 75); Vittore Crivelli: Maria mit dem Kinde (Inv.-Nr.: 4214); Carlo Dolci: Maria (Inv.-Nr.: 483); Hüterengel (Inv.-Nr.: 494); Duccio di Buoninsegna: Der hl. Johannes d. T. legt Zeugnis ab (Inv.-Nr.: 6); Die Krönung Mariae (Inv.-Nr.: 16); Domenico Fetti: Bildnis eines Dominikaners (Inv.-Nr.: 580); Schlafendes Mädchen (Inv.-Nr.: 609); Gleichnis von den Blinden (Inv.-Nr.: 627); Francesco Francia: Maria mit dem Kinde und dem Johannesknaben (Inv.-Nr.: 48); Die Hl. Familie (Inv.-Nr.: 4244); Christus am Kreuz mit Maria und dem hl. Johannes d. Ev. (Inv.-Nr.: 4259); Taddeo Gaddi: Die Geburt Christi (Inv.-Nr.: 73.7-1); Die Kreuzabnahme Christi (Inv.-Nr.: 73.7-2); Artemisia Gentileschi: Salome mit dem Haupt des Hl. Johannes d. T. (Inv.-Nr.: 70.8); Jael und Sisera (Inv.-Nr.: 75.11); Domenico Ghirlandaio: Der hl. Stephan (Inv.-Nr.: 4914); Michele Giambono: Thronende Maria mit dem Kinde (Inv.-Nr.: 1029); Luca Giordano: Der Kampf zwischen Herkules und Nessus (Inv.-Nr.: 524); Die Flucht nach Ägypten (Inv.-Nr.: 528); Venus, Adonis und Cupido (Inv.-Nr.: 534); Die entwaffnete Justiz (Inv.-Nr.: 4229); Giorgione zugeschrieben: Bildnis eines jungen Mannes (Inv.-Nr.: 94); Francesco Guardi: S. Pietro di Castello in Venedig (Inv.-Nr.: 4250); Die Insel s. Cristoforo di Murano (Inv.-Nr.: 4251); Brücke am Dolo (Inv.-Nr.: 4252); Der Rio die Mendicanti in Venedig (Inv.-Nr.: 4253); Maria mit dem Kinde und den Hll. Katharina von Siena und Dominikus (Inv.-Nr.: 65.3); Giovanni Antonio Guardi: Maria mit dem Kinde und den Hll. Katharina von Siena und Dominikus (Inv.-Nr.: 65.3); Giovanni Francesco Barbieri: Christus mit Dornenkrone (Inv.-Nr.: 485); Die Geißelung Christi (Inv.-Nr.: 4225); Filippino Lippi: Maria mit dem Kinde, dem hl. Antonius von Padua und einem Priester (Inv.-Nr.: 1140); Der hl. Hieronymus in der Wildnis (Inv.-Nr.: 1369); Ambrogio Lorenzetti: Thronende Maria mit dem Kinde (Inv.-Nr.: 22); Lorenzo Monaco: Kruzifix (Inv.-Nr.: 1089); Lorenzo Lotto: Maria mit dem Kinde und dem hl. Franz von Assisi (Inv.-Nr.: 79); Schlafender Apollo mit den Musen und der davonfliegenden Fama (Inv.-Nr.: 947); Engel mit Globus und Zepter (Inv.-Nr.: 1252); Bernardino Luini: Maria mit dem Kinde, der hl. Elisabeth und dem Johannesknaben (Inv.-Nr.: 51); Maria mit dem Kinde und den Hll. Katharina von Alexandrien und Barbara (Inv.-Nr.: 58); Maso di Banco: Die Krönung Mariae (Inv.-Nr.: 7793); Giovan Battista Moroni: Bildnis eines bärtigen Mannes (Inv.-Nr.: 1102); Maria mit dem Kinde und dem Johannesknaben (Inv.-Nr.: 1243); Die hl. Dorothea (Inv.-Nr.: 1244); Heilige (Inv.-Nr.: 1245); Bildnis des Jacopo Foscarini (Inv.-Nr.: ?) (Inv.-Nr.: 53.501); Palma il Vecchio: Bildnis einer jungen Frau (Inv.-Nr.: 939); Bildnis eines jungen Mannes (Inv.-Nr.: 3460); Maria mit dem Kinde, dem Johannesknaben und einem Bischof (Inv.-Nr.: 6486); Sebastiano del Piombo: Bildnis eines Mannes (Inv.-Nr.: 1384); Bildnis einer jungen Frau (Inv.-Nr.: 51.2879); Kreuztragender Christus (Inv.-Nr.: 77.1); Raffael: Madonna Esterházy (Inv.-Nr.: 71); Bildnis des Pietro Bembo (Inv.-Nr.: 72); Giovanni Battista Tiepolo: Der hl. Jakobus d. Ä. vertreibt die Mauren (Inv.-Nr.: 649); Maria mit sechs Heiligen (Inv.-Nr.: 651); Giovanni Domenico Tiepolo: Gottvater (Inv.-Nr.: 641); Ruhe auf der Flucht nach Ägypten (Inv.-Nr.: 6536); Jacopo Tintoretto: Das Gastmahl in Emmaus (Inv.-Nr.: 111); Bildnis einer Frau (Inv.-Nr.: 112); Bildnis eines Mannes (Inv.-Nr.: 114); Herkules stößt den Faun aus dem Bett der Omphale (Inv.-Nr.: 6706); Tizian: Bildnis des Dogen Marcantonio Trevisani (Inv.-Nr.: 4223); Der hl. Johannes d. T. (Inv.-Nr.: 7744); Paolo Veronese: Christus am Kreuz (Inv.-Nr.: 117); Bildnis eines Mannes (Inv.-Nr.: 4228)
Spanische Bilder: Francisco Antolínez: Die Hl. Familie (Inv.-Nr.: 802); Francisco de Goya: Die Wasserträgerin (Inv.-Nr.: 760); Der Scherenschleifer (Inv.-Nr.: 763); Bildnis des José Antonio Marqués de Caballero (Inv.-Nr.: 3274); Bildnis der Señora Ceán Bermudez (Inv.-Nr.: 3792); Eine Plünderung (Inv.-Nr.: 4121); El Greco: Die Verkündigung (Inv.-Nr.: 3537); Die hl. Maria Magdalena (Inv.-Nr.: 5640); Apostelkopf (Inv.-Nr.: 9048); Die Entkleidung Christi (Inv.-Nr.: 50.747); Die Hl. Familie mit der hl. Anna (Inv.-Nr.: 50.755); Der Apostel Andreas (Inv.-Nr.: 51.800); Christus am Ölberg (Inv.-Nr.: 51.2827); Bartolomé Esteban Murillo: Die Flucht nach Ägypten (Inv.-Nr.: 775); Das Jesuskind verteilt Brot unter den Pilgern (Inv.-Nr.: 777); Die Hl. Familie mit dem Johannesknaben (Inv.-Nr.: 779); Jusepe de Ribera: Das Martyrium des hl. Andreas (Inv.-Nr.: 523); Diego Velázquez zugeschrieben: Bauern beim Mahl (Inv.-Nr.: 3820); Francisco de Zurbarán: Die unbefleckte Empfängnis (Inv.-Nr.: 800); Ruhe auf der Flucht nach Ägypten (Inv.-Nr.: 2536); Der hl. Andreas (Inv.-Nr.: 50.749)

### Sammlung Alter Skulpturen
Neben den Altmeisterbildern zählen die alten Skulpturen zu den am meisten beachteten Kunstwerken des Museums. Es beherbergt eine umfangreiche Sammlung vor allem italienischer Meister, denen sich Arbeiten anderer Schulen anschließen. Neben den italienischen Meistern glänzt vor allem die Sammlung mit deutscher und österreichischer Plastik des 14. bis 18. Jahrhunderts, in deren Mittelpunkt vor allem Werke aus der Werkstatt von Hans Multscher und Tilman Riemenschneider sowie eigenhändige Werke von Hans Leinberger, Leonhard Kern, Georg Raphael Donner und Franz Xaver Messerschmidt stehen. Nur mit vereinzelten Werken sind die Bildhauerschulen der Niederlande, Frankreichs und Spaniens vertreten, aus denen Werke von Adriaen de Vries und ein Amor von Jean-Baptiste Pigalle herausragen.

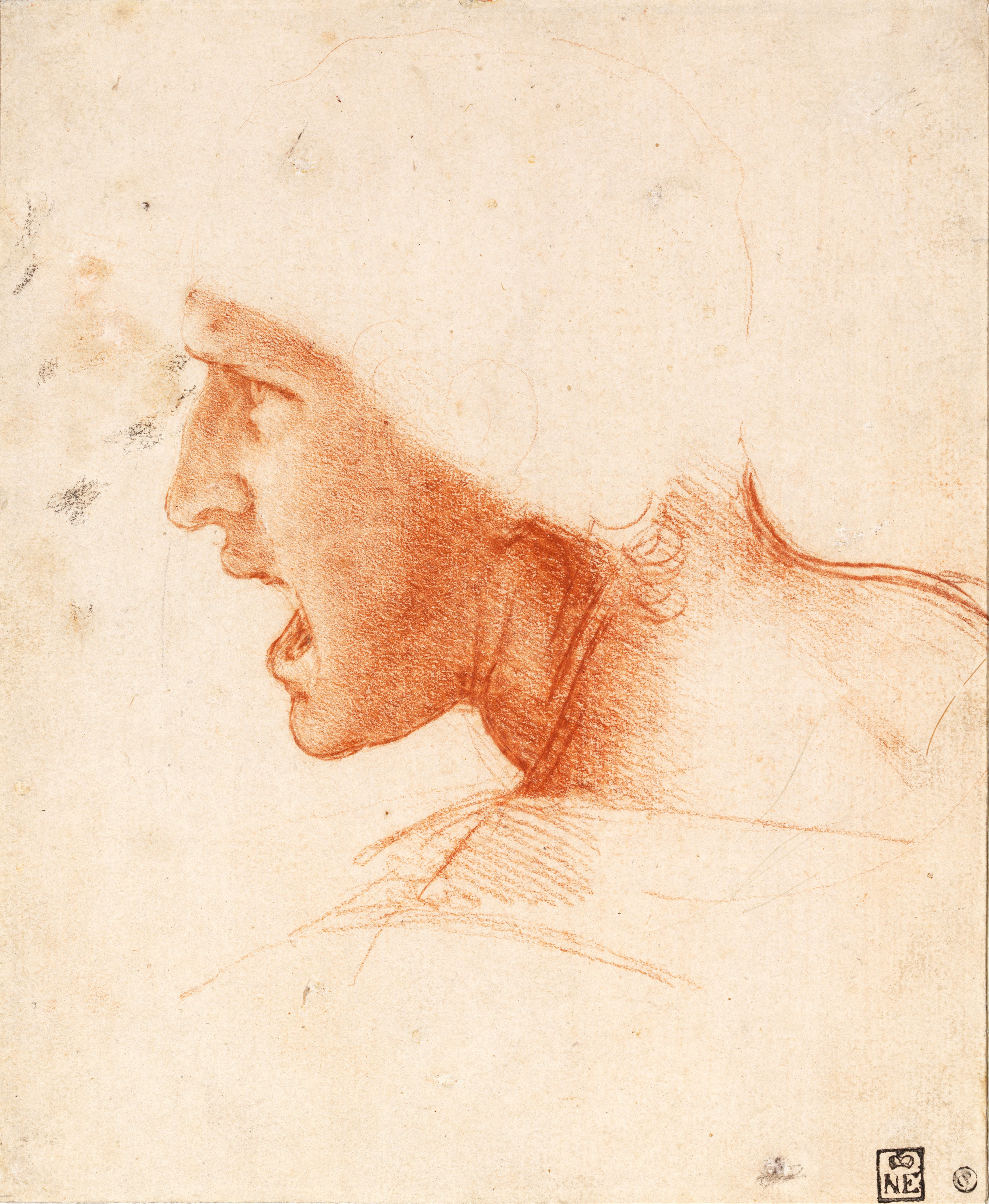
Leonardo da Vinci: „Kriegerkopf“

Italienische Bildwerke: Agostino di Duccio: Erzengel Gabriel (Inv.-Nr.: 1280); Alessandro Algardi: Herakles kämpft mit der lernäischen Hydra (Inv.-Nr.: 5358); Tommaso Amantini: Ecce homo (Inv.-Nr.: 66.7); Carlo dall’Aquila: Maria mit dem Kinde (Inv.-Nr.: 1130); Benedetto da Maiano: Christus und die Samariterin (Inv.-Nr.: 1191); Pier Jacopo Alari Bonacolsi: Büste eines Mannes (Inv.-Nr.: 5365); Matteo Civitali zugeschrieben: Büste einer Heiligen (Inv.-Nr.: 1195); Francesco Fanelli: Eberjagd (Inv.-Nr.: 59.3); Stierkampf (Inv.-Nr.: 59.4); Leonardo da Vinci zugeschrieben: Budapester Reiter (Inv.-Nr.: 5362); Michelozzo: Maria mit dem Kinde (Inv.-Nr.: 1170); Neroccio di Bartholomeo di Benedetto de’ Landi: Erzengel Gabriel (Inv.-Nr.: 1190); Giacomo Piazzetta: Auf einer Muschel sitzender Putto (Inv.-Nr.: 61.1); Andrea Pisano: Maria mit dem Kinde (Inv.-Nr.: 7167); Andrea Briosco: Raub der Europa (Inv.-Nr.: 5363); Giovanni della Robbia: Büste eines Heiligen (Inv.-Nr.: 1123); Judith (Inv.-Nr.: 1174); Sitzende Maria mit dem Kinde (Inv.-Nr.: 1227); Luca della Robbia: Christus und Thomas (Inv.-Nr.: 4974); Domenico Rosselli: Maria mit dem Kinde (Inv.-Nr.: 1168); Jacopo Sansovino: Maria mit dem Kinde (Inv.-Nr.: 1193); Maria mit dem Kinde (Inv.-Nr.: 4971); Andrea del Verrocchio: Imago Pietatis (Inv.-Nr.: 51.937)

### Graphische Sammlung
Mit etwa 10.000 Zeichnungen und 100.000 Stichen gehört sie zu den größten Sammlungen weltweit und bietet einen umfassenden Überblick über die europäische Kunstgeschichte des 14. bis zum 20. Jahrhundert. Die bedeutendsten Blätter der Sammlung sind Leonardos Kriegerköpfe. Ihnen schließen sich Arbeiten von Lodovico Carracci, Antonio da Correggio, Giovanni Francesco Barbieri, Parmigianino, Leonardo da Vinci, Raffael, Guido Reni, Giovanni Battista Tiepolo, Giovanni Domenico Tiepolo, Jacopo Tintoretto, Tizian, Paolo Veronese, Albrecht Altdorfer, Hans Baldung, Hans Burgkmair, Lucas Cranach dem Älteren, Albrecht Dürer, Wolf Huber, Hans von Marées, Adolph von Menzel, Jan Brueghel dem Älteren, Anthonis van Dyck, Jacob Jordaens, Frans Snyders, Abraham Bloemaert, Aelbert Jacobsz. Cuyp, Carel Fabritius, Adriaen van Ostade, Rembrandt van Rijn, Jean-Honoré Fragonard, Claude Lorrain, Nicolas Poussin, Antoine Watteau, Paul Cézanne, Eugène Delacroix, Honoré Daumier, Edgar Degas, Édouard Manet, Jean-François Millet, Pierre-Auguste Renoir, Auguste Rodin, Paul Signac, Henri de Toulouse-Lautrec, Vincent van Gogh und Pablo Picasso an.

## Schriften
Das Museum publiziert seit 1947 in französischer und ungarischer Sprache die Zeitschrift Bulletin du Musée Hongrois des Beaux-Arts. A Szépművészeti Múzeum közleményei.